# I Like It
„I Like It“ je píseň španělského popového zpěváka Enrique Iglesias. Píseň pochází z jeho devátého studiového alba Euphoria. Produkce se ujal producent RedOne, vypomohl mu americký rapper Pitbull.

## Hitparáda
| Země           | Umístění |
| -------------- | -------- |
| Austrálie      | 2        |
| Slovensko      | 4        |
| Kanada         | 1        |
| Španělsko      | 4        |
| Finsko         | 8        |
| USA            | 4        |
| Česko          | 2        |
| Velká Británie | 4        |

| "Dynamite" od Taio Cruz | Kanadské #1 hity 25. září ~ 1. října 2010 | "Only Girl (In the World)" od Rihanna |